# سیمبولب
سیمبولَب (به انگلیسی: Symbolab)، یک موتور پاسخ است که توسط EqsQuest Ltd توسعه یافته‌است. سیمبولب یک سرویس آنلاین است که راه حل‌های گام به گام مسائل ریاضی را در طیف وسیعی از موضوعات محاسبه می‌کند. این موضوعات شامل هندسه، مسائل ریاضی و نمودارها می‌شود. این برنامه در دو نسخه رایگان و پرمیوم عرضه می‌شود.

## تاریخچه
سیمبولب در اواخر سال ۲۰۱۱ توسط سه اسرائیلی با نام‌های مایکل آونی (مدیر عامل)، آدام ارنون (دانشمند ارشد) و لِو علیشایف (CTO) منتشر شد. آنها موتور هوشمندی ایجاد کردند که می‌تواند معادله یا مسئله ریاضی وارد شده توسط کاربر را تحلیل کند و نتیجه آن را نشان دهد. سپس آنها قابلیت نمایش راه حل قدم به قدم محاسبات را اضافه کردند.

## مالکیت
شرکت Eqsquest توسط Course Hero در اکتبر ۲۰۲۰ خریداری شد.